# John Evans (politician)
John Evans (n. 19 octombrie 1930, Belfast, Irlanda de Nord, Regatul Unit – d. 5 martie 2016, Londra, Anglia, Regatul Unit) a fost un om politic britanic, membru al Parlamentului European în perioada 1973-1979 din partea Regatului Unit.
1. ↑  John Evans, Baron Evans of Parkside, SNAC, accesat în 9 octombrie 2017
2. ↑  John Evans, Baron Evans of Parkside, The Peerage, accesat în 9 octombrie 2017
3. 1 2  The Peerage
4. 1 2 3 4 5 6  Hansard 1803–2005